# Shashlik
Shashlik ist ein Android-Emulator für Linux. Er erlaubt x86-Android-Apps nativ auf dem Desktop auszuführen. Die Software ist noch in einem sehr frühen Entwicklungsstadium, jedoch wird bereits das Spiel Flappy Bird unterstützt.